# لو (پیمونت)
لو (به ایتالیایی: Lu) یک کومونه در ایتالیا است که در استان آلساندریا واقع شده‌است.

## خصوصیات
لو ۲۱٫۷ کیلومترمربع مساحت و ۱٬۱۷۰ نفر جمعیت دارد و ۳۰۷ متر بالاتر از سطح دریا واقع شده‌است.